# Александер Мартін
Алекса́ндер Ма́ртін (англ. Alexander Martin) (1740—1807) — американський політик. Губернатор штату Північна Кароліна, сенатор.
Народився у Нью-Джерсі близько 1740 року.
По закінченні Коледжу Нью-Джерсі переїхав до Північної Кароліни. Обіймав різні посади в органах місцевого самоврядування і в уряді штату. Два роки служив у війську. Потім повернувся до Північної Кароліни і знов обіймав різні посади в уряді штату.
Брав участь у Філадельфійському конвенті, але рано залишив його і не підписав Конституцію.
Після Конвенту обіймав посади губернатора, сенатора США і сенатора штату.